# Stati del Sacro Romano Impero (K)
Questo è un elenco degli stati del Sacro Romano Impero, inizianti per la lettera K:
| Nome | Tipologia                                                                     | Provincia                | Seggio | Formazione                   | Note |
| --- | ----------------------------------------------------------------------------- | ------------------------ | ------ | ---------------------------- | --- |
| Käfernburg Kafernburg | Contea                                                                        |                          |        | X sec.                       | 1195: Diviso in Schwarzburg e Schwarzburg-Käfernburg 1302: si estingue la linea dei Conti di Kafenburg |
| Kaisheim Kaisersheim | Abbazia Principato Abbaziale                                                  | Provincia Sveva          |        | 1133                         | 1757: alla Baviera 1793: Consiglio dei Principi 1803: Annesso alla Baviera |
| Kalenberg — vedi "Brunswick-Calenberg" |                                                                               |                          |        |                              | |
| Kall | Contea                                                                        |                          |        | 1488: Divisa da Manderscheid | 1742: Annessa a Blankenheim 1803: Annessa alla Francia |
| Käppel Kappel | 1390?: Abbazia                                                                |                          |        |                              | 1803: ai Nassau 1866: alla Prussia |
| Kastelberg | Signoria                                                                      |                          |        |                              | |
| Katzenelnbogen | 1095: Contea 1138: Contea del Sacro Romano Impero Langraviato                 |                          |        | 1090                         | 1138: prima menzione dei Conti di Katzenelnbogen 1260: Divisione in Alto e Basso Katzenelnbogen 1402: Riunito con il matrimonio di Anna del Basso Katzenelnbogen e Giovanni IV dell'Alto Katzenelnbogen 1453: Acquisita in parte dalla Contea di Diez e dalla Signoria di Kappstein 1479: Linea estinta; passato per successione femminile agli Assia-Marburg |
| Kaufbeuren | Città Imperiale                                                               | Provincia Sveva          |        | circa 1250                   | 1803: Annesso alla Baviera |
| Kaufmanns-Saarbrucken | Libera Città Imperiale                                                        |                          |        |                              | Al Vescovato di Metz alla Lorena 1661: alla Francia |
| Kaunitz Principe del Sacro Romano Impero di Kaunitz, Conte di Rietberg e della Frisia dell'Est, Signore di Esens, Stadesdorf, Wittmund e Melrich    |                                                                               |                          |        |                              | 1848: Estinzione della linea dei Kaunitz-Rietberg |
| Kaysersberg Kaisersberg | Città Imperiale                                                               | Provincia dell'Alto Reno |        |                              | 1648: Annessa alla Francia |
| Kempten | Principato Abbaziale                                                          | Provincia Sveva          | EC     | 1348                         | c752: Abbazia 1793: Consiglio dei Principi 1803: Secolarizzato ed annesso alla Baviera |
| Kempten | Libera Città Imperiale                                                        | Provincia Sveva          | SW     | 1289                         | 1803: alla Baviera |
| Kerpen |                                                                               |                          |        |                              | Acquisito dai Schasberg |
| Ketterhausen | Signoria                                                                      |                          |        |                              | 1803: Al Principato di Babenhausen per la casata dei Fugger |
| Khevenhüller-Metsch Khevenhuller-Metsch Principe di Khevenhüller-Metsch, Conte di Hochosterwitz, Barone di Landskron e Wernberg, etc.               | 1763: Principe del Sacro Romano Impero (Personale)                            | n/a                      | SW     | 1763                         | 1396: prima menzione in un documento storico 1519: Divisione in molte linee |
| Kirchberg Burgravio di Kirchberg, Conte di Sayn e Wittgenstein, Signore di Farnrode                                                                 | Burgraviato                                                                   |                          |        | 1090                         | 1799: Annesso al Nassau-Weilburg |
| Klettgau | circa 1200: Contea 1325 Langraviato                                           | Provincia Sveva          |        | 981; 1315; 1572              | 1040: Annesso a Habsburg 1282-1408: ai Conti di Habsburg-Laufenburg 1408: Passato ai Conti di Sulz per matrimonio 1698: Annesso allo Stephanswald-Franconia |
| Klingenmünster | RA                                                                            |                          |        |                              | |
| Klosters | Alta Giurisdizione                                                            |                          |        |                              | |
| Knyphausen | Signoria 1588: Baronia Imperiale 1658: Contea Imperiale                       |                          |        |                              | 1600s: Parte della Frisia 1738: a Bentinck 1808: al Regno d'Olanda 1810: alla Francia 1813: a Oldenburg |
| Koevorden | Signoria                                                                      |                          |        |                              | |
| Königsbronn | Abbazia Imperiale                                                             |                          |        |                              | |
| Königseck |                                                                               |                          |        |                              | |
| Königsegg Konigsegg Conte del Sacro Romano Impero di Königsegg e Rothenfels, Barone di Aulendorf e Stauffen, Signore di Ebenweiler e Wald in Svevia | 1192:Signoria 1470:Baronia 1629: Contea del Sacro Romano Impero               | Provincia Sveva          |        | 1192                         | 1622: Divisione in Königsegg-Aulendorf e Königsegg-Rothenfels 1663:Riunita con l'estinzione dei Konigsegg-Rothenfels. |
| Königsegg-Aulendorf | 1622:Baronia 1629:Contea                                                      |                          |        | 1622: Divisa da Königsegg    | 1500: Aulendorf entra a far parte della Provincia Sveva 1806: al Württemberg |
| Königsegg-Rothenfels Conte del Sacro Romano Impero di Königsegg e Rothenfels, Barone di Aulendorf e Stauffen                                        | Signoria 1629: Contea                                                         |                          |        | 1622: Divisa da Königsegg    | 1804: Annessa all'Austria |
| Königsfeld (Foresta Nera) |                                                                               |                          |        |                              | |
| Konzenberg | Signoria                                                                      |                          |        |                              | |
| Kornelimünster Kornelimunster | RA                                                                            |                          |        |                              | |
| Krautheim | Signoria 1804: Principato del Sacro Romano Impero di Krautheim e Gerlachsheim |                          |        |                              | ai Salm-Reifferscheid |
| Kreuzlingen | Abbazia del Sacro Romano Impero                                               |                          |        |                              | |
| Kronburg | Signoria                                                                      |                          |        | 1460: divisa da Aichen       | 1540: Divisa in Osterberg, Schwabeck e Weissenstein |
| Kriechingen Criechingen | Contea del Sacro Romano Impero                                                |                          |        |                              | 1697: Estinzione della linea ai Wied-Runkel |
| Küfstein Kufstein |                                                                               |                          |        |                              | 1200s: prima menzione in un documento storico 1709: |
| Küfstein-Greillenstein Conti di Kuefstein, Baroni di Greillenstein, di Hohenkraen, etc.                                                             | 1709: Conte del Sacro Romano Impero (Personale)                               | n/a                      | FR     | 1709                         | |
| Kulmbach | Signoria                                                                      |                          |        |                              | 1057-1234: agli Andechs-Merano 1248: ai Conti di Orlamunde 1340: agli Hohenzollern, Burgravi di Norimberga 1792: alla Prussia 1807: Occupazione francese 1810: alla Baviera |
| Kyburg Kiburg | Contea                                                                        |                          |        | XI sec.                      | 1414: Annesso alla Svizzera |